# The Bootleg Series Vol. 6: Bob Dylan Live 1964, Concert at Philharmonic Hall
The Bootleg Series Vol. 6: Bob Dylan Live 1964, Concert at Philharmonic Hall, kort Live 1964, släpptes den 30 mars 2004 och är ett livealbum av Bob Dylan från en konsert den 31 oktober 1964 i Philharmonic Hall (sedan 1973 Avery Fisher Hall) i New York.

## Låtlista

### CD 1
1. "The Times They Are a-Changin'" - 3:29
2. "Spanish Harlem Incident" - 3:07
3. "Talkin' John Birch Paranoid Blues" - 4:06
4. "To Ramona" - 6:01
5. "Who Killed Davey Moore?" - 4:46
6. "Gates of Eden" - 8:32
7. "If You Gotta Go, Go Now" - 4:06
8. "It's Alright, Ma (I'm Only Bleeding)" - 11:26
9. "I Don't Believe You (She Acts Like We Never Have Met)" - 4:01
10. "Mr. Tambourine Man" - 6:33
11. "A Hard Rain's a-Gonna Fall" - 7:44

### CD 2
1. "Talkin' World War III Blues" - 5:52
2. "Don't Think Twice, It's All Right" 4:34
3. "The Lonesome Death of Hattie Carroll" - 6:57
4. "Mama, You Been on My Mind" - 3:35
5. "Silver Dagger" - 3:47
6. "With God On Our Side" - 6:17
7. "It Ain't Me, Babe" - 5:11
8. "All I Really Want to Do" - 4:01